# منزل تاريخي
المنزل التاريخي (بالإنجليزية: Historic house)‏ توجد عدة معايير قبل أن يتم إدراج المنزل على أنه منزل «تاريخي». بعض هذه المعايير، أن يكون للمبنى عمر معين اعتمادا على قائمة خاصة وفردية. المعيار الأخر هو أن يكون المبنى له شكل مميز يمكن تمييزه أنه تاريخي، ويجب حدوث حدث تاريخي مهم في موقع المبنى، أو عيش وارتباط شخص ذا أهمية تاريخة فيه، أو أن يكون المبنى هندسته وعمارته تاريخية.

## الخلفية
في السابق كان ينظر إلى المنازل على أنها تاريخية وليست قديمة أو مثيرة للاهتمام في أوائل القرن التاسع عشر، ثم تم منح المنازل التاريخية الحماية الحكومية في أواخر القرن التاسع عشر.
غالبا تكون المنازل التاريخية مؤهلة وصالحة للحصول على منح خاصة للحفاظ عليها. الشيء الذي يجعل المنازل التاريخية مهمة هو هندسته المعمارية وأهميته الثقافية للمنطقة أو لتاريخ المنطقة. هناك بعض المؤسسسات والمنظمات التي تقدم خدمات للبحث عن المنازل التاريخية ومؤسسات أخرى توفر مستودعات للمستخدميين لتوثيق منازلهم التاريخية.
بعض المنازل التاريخية لايزال سكانها يعيشون فيها، فلا يجب الخلط بينها وبين المتاحف التاريخية (historic house museums).

## المنازل التاريخية في الولايات المتحدة
عادة ما يتم تصميف المنازل بشكل متزايد على أنها تاريخية في الولايات المتحدة كوسيلة وطريقة لانعاش الأحياء وزيادة الاقتصادية للمنطقة المحيطة  يميل تصنيف المنزل على أنه تاريخي إلى زيادة قيمة المنزل بالإضافة إلى غيره في نفس الحي.وهذه عادة يؤدي إلأى زيادة تطوير العقارات المجاورة، وهذا يؤدي إلى خلق تأثير مضاعف على الأحياء المجاورة، وفي بعض الأخيان يتم تقييم الرسومات لأصحاب المنازل، فلا يسبب ضرر اقتصادي.